# Albert Hackett
Albert Hackett, född 1900 i New York, död 1995 i New York, var en amerikansk manusförfattare och skådespelare. Han är bror till skådespelaren Raymond Hackett och var gift med manusförfattaren Frances Goodrich. Han var förlageförfattare till filmen Easter Parade (1948) och skrev förlagorna till filmerna Father's Little Dividend (1951) och Anne Frank: The Diary of a Young Girl (1955).

## Filmografi
- Marietta (1935)
- Rose-Marie (1936)
- The Firefly (1937)
- It's a Wonderful Life (1946)
- Easter Parade (1948)
- Brudens fader (1950)
- Sju brudar, sju bröder (1954)
- The Diary of Anne Frank (1959)
- Five Finger Exercise (1961)
- Brudens far (1991)